# Pingdi, Shenzhen
Pingdi (kinesiska: 坪地) är ett stadsdelsdistrikt i staden Shenzhen i provinsen Guangdong i sydöstra Kina. Det ligger i stadsdistriktet Longgang. Antalet invånare vid folkräkningen 2020 var 220 309.